# 幕府 (中国)
中国の制度史における幕府（ばくふ、拼音: mùfǔ）とは、「地方官が政務を執る役所」を指す。「幕府」という言葉は元々は、匈奴討伐に赴く武官が、天幕（幕）で築いた役所（府）を指した。
中国ではそこから転じて、「文官の地方官の秘書組織」を指すようになった（本項ではこれを扱う）。

## 概要
前近代中国、特に明清代の地方官には、「廻避」という規定、すなわち地方官が現地の人間と癒着しないよう、本籍地から遠く離れた見知らぬ土地に赴任させるという規定があった。その上で、地方官が現地の胥吏（実務を担う地元の役人）を監督することにより政務を遂行した。そのような地方官の監督行為を補佐する秘書組織として、幕府があった。幕府は地方官が自費で運営する私設組織だった。幕府が生まれたのは、明代の正統年間ごろ、制度疲労により地方官が激務になったためとされる。
幕府を主宰する地方官のことを「幕主」、幕府で働く人間のことを「幕友」（「幕僚」「幕客」「幕賓」「内幕」「師爺」とも）という。幕友の主な業務内容は、会計・徴税・裁判・文書作成といった事務作業であり、法務専門は「刑名老爺」、財務専門は「銭穀老爺」などとも呼ばれた。
幕友は、科挙受験生の知識人層が、食い扶持を稼ぐために務める場合が多かった。幕友は訟師（民の訴訟を助ける業者）とライバル関係にあった。訟師もまた科挙受験生が多く、訟師が幕友に転業した例もあった。
幕友のマニュアル本として『幕学挙要』『佐治薬言』などがある。
幕友として著名な人物に汪輝祖がいる。汪輝祖の出身地の紹興府は多くの幕友の輩出地となり「紹興師爺」とも言われた。文人の徐渭、歴史学者の章学誠も紹興師爺だった。
幕主が学問を好む人物の場合は、学術書や地方誌の編纂といった学術事業を幕友が担うこともあった。ときには学術事業専門の幕友がいることもあった。清朝考証学の時代には、そのような幕府での学術事業が盛んに行われた。その主な幕主として、徐乾学、朱筠、阮元、畢沅、翁方綱、盧見曾、沈業富、謝啓昆、秦蕙田らがいる。なかでも阮元は、幕府を積極的に活用し『経籍籑詁』106巻、『皇清経解』1400巻、『道光広東通志』334巻といった大型の編纂物を刊行した。
清末の洋務運動期には、張之洞の幕下で辜鴻銘が外国語の翻訳などを担った。